# Liste der Kulturdenkmäler in Oberhone
Die folgende Liste enthält die in der Denkmaltopographie ausgewiesenen Kulturdenkmäler auf dem Gebiet des Ortsteils Oberhone der  Stadt Eschwege, Werra-Meißner-Kreis, Hessen.
Hinweis: Die Reihenfolge der Denkmäler in dieser Liste orientiert sich an der Anschrift, alternativ ist sie auch nach der Bezeichnung, der vom Landesamt für Denkmalpflege vergebenen Nummer oder der Bauzeit sortierbar.
Kulturdenkmäler werden fortlaufend im Denkmalverzeichnis des Landes Hessen durch das Landesamt für Denkmalpflege Hessen auf Basis des Hessischen Denkmalschutzgesetzes (HDSchG) geführt. Die Schutzwürdigkeit eines Kulturdenkmals hängt nicht von der Eintragung in das Denkmalverzeichnis des Landes Hessen oder der Veröffentlichung in der Denkmaltopographie ab.

Das Vorhandensein oder Fehlen eines Objekts in dieser Liste ist keine rechtsverbindliche Auskunft darüber, ob es Kulturdenkmal ist oder nicht: Diese Liste entspricht möglicherweise nicht dem aktuellen Stand der offiziellen Denkmaltopographie. Diese ist für Hessen in den entsprechenden Bänden der Denkmaltopographie Bundesrepublik Deutschland und im Internet unter DenkXweb – Kulturdenkmäler in Hessen einsehbar. Auch diese Quellen sind, obwohl sie durch das Landesamt für Denkmalpflege Hessen aktualisiert werden, nicht immer aktuell, da es im Denkmalbestand immer wieder Änderungen gibt.
Eine verbindliche Auskunft erteilt allein das Landesamt für Denkmalpflege Hessen.
Nutze diese Kartenansicht, um Koordinaten in der Liste zu setzen. In dieser Kartenansicht sind Kulturdenkmale ohne Koordinaten mit einem roten bzw. orangen Marker dargestellt und können in der Karte gesetzt werden. Kulturdenkmale ohne Bild sind mit einem blauen bzw. roten Marker gekennzeichnet, Kulturdenkmale mit Bild mit einem grünen bzw. orangen Marker.

## Oberhone
| Bild                                    | Bezeichnung                         | Lage                     | Beschreibung | Bauzeit | Daten |
| --------------------------------------- | ----------------------------------- | ------------------------ | --- | ------- | ----- |
| Bild gesucht BW                         | Gesamtanlage Oberhone               | Lage                     | Die Gesamtanlage besteht aus den Straßen Hinterlandstraße, Otto-Seng-Straße, Beim Anger, Kirchweg, die abgehenden Michelsgasse, Wehretalstraße, Hintergasse und Teile der Honer Straße. |         |       |
| Anger mit Kirche und Musikantenhäuschen | Anger und Musikantenhäuschen        | Beim Anger Lage          | |         |       |
| weitere Bilder                          | Kirche                              | Beim Anger Lage          | |         |       |
| Bild gesucht BW                         | Fachwerkhaus Beim Anger 3           | Beim Anger 3 Lage        | |         |       |
| Bild gesucht BW                         | Fachwerkhaus Hintergasse 15         | Hintergasse 15 Lage      | |         |       |
| Bild gesucht BW                         | Fachwerkhaus Hintergasse 19         | Hintergasse 19 Lage      | |         |       |
| Bild gesucht BW                         | Winkelhofanlage Hinterlandstraße 3  | Hinterlandstraße 3 Lage  | |         |       |
| Bild gesucht BW                         | Winkelhofanlage Hinterlandstraße 4  | Hinterlandstraße 4 Lage  | |         |       |
| Bild gesucht BW                         | Fachwerkhaus Hinterlandstraße 5     | Hinterlandstraße 5 Lage  | |         |       |
| Bild gesucht BW                         | Fachwerkhaus Hinterlandstraße 12    | Hinterlandstraße 12 Lage | |         |       |
| Bild gesucht BW                         | Hofanlage Hinterlandstraße 14       | Hinterlandstraße 14 Lage | |         |       |
| Bild gesucht BW                         | Winkelhofanlage Hinterlandstraße 20 | Hinterlandstraße 20 Lage | |         |       |
| Bild gesucht BW                         | Brücke                              | Im Wahl Lage             | |         |       |
| Bild gesucht BW                         | Wohnhaus Kirchweg 3                 | Kirchweg 3 Lage          | |         |       |
| Bild gesucht BW                         | Wohnhaus Kirchweg 5                 | Kirchweg 5 Lage          | |         |       |
| Bild gesucht BW                         | Winkelhofanlage Kirchweg 6          | Kirchweg 6 Lage          | |         |       |
| Bild gesucht BW                         | Einhaus Oberlandstraße 1            | Oberlandstraße 1 Lage    | |         |       |
| Bild gesucht BW                         | Winkelhofanlage Oberlandstraße 2    | Oberlandstraße 2 Lage    | |         |       |
| Bild gesucht BW                         | Fachwerkwohnhaus Otto-Seng-Straße 1 | Otto-Seng-Straße 1 Lage  | |         |       |
| Bild gesucht BW                         | Winkelhofanlage Otto-Seng-Straße 7  | Otto-Seng-Straße 7 Lage  | |         |       |
| Bild gesucht BW                         | Einhaus Wehretalstraße 3            | Wehretalstraße 3 Lage    | |         |       |
| Bild gesucht BW                         | Fachwerkwohnhaus Wehretalstraße 6   | Wehretalstraße 6 Lage    | |         |       |
| Bild gesucht BW                         | Saal der Gaststätte                 | Wehretalstraße 9 Lage    | |         |       |
| Bild gesucht BW                         | Fachwerkwohnhaus Wehretalstraße 10  | Wehretalstraße 10 Lage   | |         |       |
| Bild gesucht BW                         | Fachwerkwohnhaus Wehretalstraße 11  | Wehretalstraße 11 Lage   | |         |       |
| Bild gesucht BW                         | Fachwerkwohnhaus Wehretalstraße 12  | Wehretalstraße 12 Lage   | |         |       |
| Direkt Bild zu diesem Denkmal hochladen | Scheune Wehretalstraße 13           | Wehretalstraße 13        | |         |       |
| Bild gesucht BW                         | Fachwerkwohnhaus Wehretalstraße 16  | Wehretalstraße 16 Lage   | |         |       |
| Bild gesucht BW                         | Fachwerkwohnhaus Wehretalstraße 20  | Wehretalstraße 20 Lage   | |         |       |
| Bild gesucht BW                         | Winkelhofanlage Wehretalstraße 22   | Wehretalstraße 22 Lage   | |         |       |
| Bild gesucht BW                         | Fachwerkwohnhaus Wehretalstraße 28  | Wehretalstraße 28 Lage   | |         |       |